# 荒木精之
荒木 精之（あらきせいし、1907年1月7日 - 1981年12月30日）は、小説家、思想家、文化運動家、地方雑誌「日本談義」を発行、熊本地方の文化に貢献した。

## 大学卒業まで
阿蘇郡長陽小学校校長荒木民次郎の長男として生まれる。母富香も同じ小学校に勤務していた。5歳時、母はなくなり父は後妻を娶る。小学校卒業後、熊本市船場町の逓信講習所に入る。郵便局の推薦でないので熊本郵便局の臨時事務員や福岡県大川の郵便局に勤務する。同僚のものが軽微な過失で懲戒免職になったので、憤慨して辞表を提出した。「懲戒免職」は彼の最初の小説である。父は現菊池市で隈府女子技芸学校を設立したので加勢をした。父の死後は義母荒木スヱヲが続けた。1925年に熊本市に出て独力で勉強。1927年、20歳の時に高等学校検定試験で全科目で合格。1928年日本大学法文学部予科に入学。1931年法文学部史学科に入学。予科に入学した時に、文芸部員となり「学生会雑誌」を編集する。小説も書く。思想的には左傾するが文学的には新興芸術派とつながる。交友関係が広まり、中山義秀、石川達三、川端康成、横光利一、宇野浩二、田村泰次郎、林房雄、らと交流した。1932年に中編小説『青年作家』を出版し、新進作家としての地歩がようやく固まった。卒業論文は「明治初期文学の歴史的研究」を羽仁五郎に提出したが、逮捕されていたので国文学部で回されて審査を受けた。精之は勉強家で学部1,2年で単位はとってしまい、教員免許もとった。1934年27歳で卒業。

## 終戦まで
熊本県菊池市で義母の学校で2年間教鞭をとる。教師を務めながら作家活動を続けた。長編小説『環境と血』を出版したが自由主義、風俗紊乱の罪で即日発禁となる。上京も考えたが盧溝橋事件などが起こり、召集も考え熊本に止まる。1938年地方の雑誌「日本談義」を発行。維持員は当所104人。維持費は月1円。誌代は40銭。熊本市九品寺に住んだ。この頃から熊本の神風連の墓探しを始める。1943年結婚。1944年末、西部16部隊に召集、大矢野島で防空壕掘り、翌年健軍飛行場の土工などをする。

## 戦後
1945年8月17日同志とはかり、占領軍に抗するため「尊皇義勇軍」を藤崎八幡宮で結成。しかし慰撫されて解散。三里木の開拓団などに入る。1946年本屋を開き文芸活動を再開。1950年中絶していた「日本談義」再開。1953年九品寺の書店が水害に遭うも屈せず、「水害特集号」を出す。文筆活動の合間に「阿部一族の屋敷」など文化遺産の発見、小泉八雲旧居の保存、高群逸枝の「望郷子守唄」の碑の設立などを推進。地方労動委員、県教育委員をつとめる。1959年熊本日日新聞社社会賞を受賞。1962年「熊本県近代文化功労者」となる。1963年熊本県文化懇話会を、1970年熊本県文化協会を結成し、代表世話人、協会長になる。1980年辞任し県文化協会常任顧問となる。その前、1978年（昭和53年）桜山神社境内に、財団法人神風連資料館を建て、理事長となる。1981年12月30日没。脳出血で熊本大学医学部附属病院脳神経外科で開頭術を受けたが助からなかった。

## 著書
- 『環境と血 長篇小説』飯倉書店 1935
- 『神のやうな女 小説集 他一二篇』日本談義社 1940
- 『誠忠神風連』第一芸文社 1943
- 『肥後民話集』地平社 1943
- 『菊池武時』守屋正絵 淡海堂出版 日本少年歴史文学選 1944
- 『菊池武光伝・宮部鼎蔵伝』文松堂 勤皇烈士顕彰叢書 1944
- 『続・肥後民話集』地平社 1944
- 『阿蘇の伝説』日本談義社 郷土文化叢書 1953
- 『宮崎八郎』日本談義社 1954
- 『ある未発の事件 短篇集』日本談義社 1955
- 『熊本文学ノート』日本談義社 1957
- 『熊本県人物誌』日本談義社 1959
- 『相撲道と吉田司家』相撲司会 1959
- 『日本の民話 第27 肥後の民話』未来社 1960
- 『河上彦斎とその歌集』日本談義社 1961
- 『宮部鼎蔵先生殉難百年記念誌』日本談義社 1963
- 『蛙の寝言』日本談義社 1964
- 『谷口弥三郎伝』谷口弥三郎顕彰会 1964
- 『一日本人 歌集』日本談義社 1966
- 『放浪の果て 小説集』日本談義社 1966
- 『熊本雑記』日本談義社 1967
- 『熊本の文学遺跡』熊本市観光課 1967
- 『熊本にみる明治 その人物と遺跡』熊本県観光連盟 1968
- 『私の地方文化論』日本談義社 1970
- 『神風連実記』新人物往来社 1971
- 『熊本歴史散歩 城下町の変遷』創元社 1972
- 『定本河上彦斎』新人物往来社 1974
- 『小説集 神のやうな女 復刊』菊池市文化協会 1975
- 『荒ぶる神』日本談義社 1977
- 『宗不旱の人間像 その反俗と漂泊と歌』古川書房 1977
- 『うつそみの一束 日本談義巻頭言集』日本談義社 1982
- 『荒木精之遺歌集』日本談義社 1986
- 『加藤清正』葦書房 1989
- 『菊池氏一族 荒木精之著作集』熊本出版文化会館 1991
- 『積乱雲 明治九年、熊本 長篇小説』新人物往来社 1991
- 『近代への叛逆 荒木精之著作集』熊本出版文化会館 1992
- 『新・肥後の民話/風蕭々 荒木精之著作集』熊本出版文化会館 1992
- 『わが九州記 荒木精之著作集』熊本出版文化会館 1992
- 『求道者 荒木精之著作集』熊本出版文化会館 1993
- 『針の耳から 荒木精之著作集』熊本出版文化会館 1993
- 『肥後米産地 荒木精之著作集』熊本出版文化会館 1993
- 『青年作家 荒木精之著作集』熊本出版文化会館 1994

### 共編著
- 『阿蘇山の文学』篇 日本談義社 1940
- 『神風連烈士遺文集』編 第一出版協会 1944
- 『山崎正董』編著 山崎正董伝刊行会 1963
- 『城戸元亮翁追悼録』編 日本談義社 1967
- 『熊本の文化遺跡』編著 熊本日日新聞社 熊本の風土とこころ 1974
- 『熊本の伝説』編著 熊本日日新聞社 熊本の風土とこころ 1975
- 『肥後の墨美』松本雅明,花岡興輝共編著 熊本日日新聞社 1976
- 『写真の先駆者富重利平作品集』編著 富重利平作品集刊行会 1977
- 『俳人・木村桑雨』編著 日本談義社 1977
- 『日本の伝説26 熊本の伝説』牛島盛光・奥野広隆・浜名志松共著 角川書店 1978
- 『熊本の文学碑』編著 熊本日日新聞社 熊本の風土とこころ 1979

## 雑誌日本談義
昭和13年5月創刊。一時休刊を経て終刊号を1982年4月1日発行。この号は荒木精之を悼む特別号。
- 『日本談義総合索引目録』に全部の表紙のカラー写真があり、464冊を数える。全部製本したら荒木精之の背丈より高くなった写真がある。
- 『異風者伝 近代熊本の人物群像』の著者 井上智重は 雑誌日本談義から多くの文章を引用しており、編集兼発行人の荒木精之にあらためて

深謝し、敬意を表したいとある。

## 栄誉
勲五等瑞宝章受章、熊日社会賞、西日本文化賞、蘇峰会賞、県近代文化功労者。

## 文献
- 『熊本県近代文化功労者』「荒木精之」岩下雄二 1981年 熊本県教育委員会
- 『熊本大百科事典』1982年 熊本日日新聞 熊本日日新聞社
- 『日本談義総合索引目録』1982年 荒木精之 日本談義社
- 『異風者伝 近代熊本の人物群像』2012年 井上智重 熊本日日新聞社 ISBN 978-4-87755-409-5